# Colonel DeBeers
Edward Wiskoski (St. Joseph, 10 de enero de 1945-22 de enero de 2025) fue un luchador profesional estadounidense. Fue más conocido por sus apariciones en la American Wrestling Association bajo el nombre en el ring de Colonel DeBeers de 1985 a 1990.

## Primeros años de vida
Wiskoski nació en St. Joseph (Misuri), en 1945. Fue el primer miembro de su familia en graduarse de la universidad, asistiendo a la Northwest Missouri State University.

## Carrera en la lucha libre profesional

### Primeros años (1972–1985)

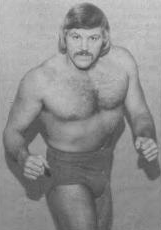
Wiskowski, c. 1981.

Después de ser entrenado por Harley Race y Lord Littlebrook, Wiskoski debutó en 1972. Wiskoski luchó principalmente en el área de Portland, Oregón durante su carrera. Su asociación con «Playboy» Buddy Rose fue famosa en toda la Costa Oeste, obteniendo los títulos en parejas del Pacífico Noroeste en múltiples ocasiones y los títulos en parejas del mundo de la NWA (versión de San Francisco). Wiskoski también fue campeón peso pesado de los Estados Unidos y campeón de peso pesado del noroeste del Pacífico.
Ocupó el título de peso pesado de los Estados Centrales en 1975 y visitó regularmente Alemania y Austria a fines de la década de 1970 y principios de la de 1980 para la temporada de torneos organizados por la IBV (la futura CWA) y su rival más antiguo, la VDB. Trabajó como villano para Leroy McGuirk en el área de Tulsa, Oklahoma, a principios de la década de 1980. Era conocido como «Easy» Ed Wiskoski y su mánager era Skandor Akbar. Tuvieron feudos con Tommy Gilbert y su hijo, Eddie Gilbert. También luchó algunos combates en la WWF como el Polish Prince en 1983, manejado por Fred Blassie.
Durante una de sus muchas giras por el territorio del noroeste del Pacífico (donde finalmente se retiró), Wiskoski adoptó el gimmick del Mega Maharishi Imed (el apellido se pronuncia «Ahmed», la broma siendo que se pronuncia igual que la frase I'm Ed, «Soy Ed»). Este personaje jugó con el tema potencialmente más candente en el estado de Oregón a principios y mediados de la década de 1980, el de Bhagwan Shree Rajneesh y su grupo de seguidores que esencialmente levantaron su propia ciudad en el este de Oregón, en las afueras de la ciudad de Antelope, y terminó con el ataque bioterrorista de Rajneeshee en 1984 en la pequeña ciudad de The Dalles, Oregón, que provocó la enfermedad de unas 750 personas por envenenamiento por salmonela, aunque ninguna muerte. Wiskoski interpretó el papel al pie de la letra, dejándose crecer el vello facial, poniéndose una túnica roja y un gorro de lana, muy parecido al propio Bhagwan. Durante este tiempo dirigió a Kendo Nagasaki.

### American Wrestling Association (1985–1991)
Wiskoski se hizo conocido como el personaje de Colonel DeBeers en la American Wrestling Association (AWA) desde 1985 hasta que la organización dejó de funcionar a fines de 1990. Su presonaje se basaba en una mentalidad pro-apartheid y jugaba con las frágiles relaciones raciales y el clima político de Sudáfrica en ese momento. Se decía que era de Ciudad del Cabo, Sudáfrica, aunque no tenía ningún acento. Nunca fue mencionado directamente, pero su nombre pretendía vincular su estatus y riqueza a la corporación minera y comercial de diamantes con sede en Sudáfrica, el Grupo De Beers. DeBeers también luchó en la Universal Wrestling Federation de Herb Abrams y en varias promociones de la Costa Oeste.

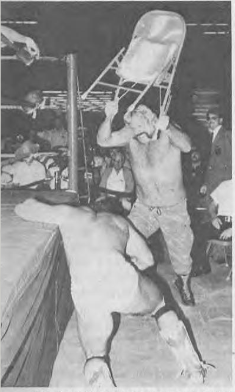
DeBeers ataca a Scott Hall con una silla, c. 1986.

Durante su paso por la AWA tuvo feudos con «Big» Scott Hall y «Superfly» Jimmy Snuka en 1986, con Sgt. Slaughter en 1988, brevemente con Derrick Dukes en 1989, y con el jobber Jake Milliman a lo largo de 1990. El feudo de DeBeers con Snuka fue notorio porque, incluso en una industria conocida por personajes basados en estereotipos raciales, el racismo manifiesto del personaje de DeBeers seguía siendo impactante. DeBeers esencialmente se negó a luchar con Snuka porque no era blanco. Después de una serie de enfrentamientos entre los dos, el feudo se magnificó después de un angle donde DeBeers interfirió en una lucha con Snuka, arrojándolo desde la cuerda superior al suelo y aplicando varios piledrivers en el suelo, lo que resultó en un Snuka ensangrentado siendo retirado en una camilla. Esto dio lugar a una serie de combates de alto perfil con Snuka.
DeBeers y Milliman compitieron en, posiblemente, uno de los combates más infames en la historia de la lucha libre mientras estaban en la AWA. En los últimos meses de la empresa, la AWA creó la Team Challenge Series (TCS) para intentar atraer a más espectadores. Uno de los combates del TCS enfrentó a DeBeers y Milliman en la Great American Turkey Hunt («Gran Caza del Pavo Estadounidense»), un combate en el que el objetivo era ser el primero en sacar un pavo crudo de un poste atado a una esquina del ring. DeBeers fue el primero en agarrar el pavo, aunque el árbitro ya estaba noqueado. Milliman hizo una jugada rápida y le robó el pavo a DeBeers justo antes de que el árbitro se levantara nuevamente y le otorgaran la victoria. También en la AWA en 1988, DeBeers fue dirigido brevemente por Diamond Dallas Page, el líder del grupo The Diamond Exchange, y su Diamond Doll. Durante ese breve tiempo, intentaría obligar a su oponente a salir en camilla.

### Últimos años (1991–2005)
Mientras estaba en la UWF de Herb Abrams, DeBeers se vio involucrado en más controversias basadas en la raza, esta vez involucrando al árbitro Larry Sampson, un afroestadounidense. Después de una lucha con Louie Spicolli, DeBeers intentó atacar a Sampson antes de que Iceman King Parsons llegara al salvarlo y se involucrara en un breve feudo con DeBeers. También exigió que Sampson fuera reemplazado antes de su combate con Billy Jack Haynes, declarando: «No tendré a un hombre negro arbitrando mis partidos». A pesar de los intentos de Haynes de que Sampson fuera reinstalado, la solicitud de DeBeers fue concedida y fue reemplazado por Jesse Hernandez. Después de una lucha separada con Haynes, DeBeers atacó a Sampson por detrás y lo atacó con un DDT. DeBeers iba a ser suspendido por 180 días por sus acciones, pero Sampson se negó a firmar el contrato que lo iniciaba y en su lugar quiso firmar un contrato que le permitiera arbitrar un combate que involucrara a DeBeers. Durante la década de 1990, DeBeers promovió las Naciones Arias y la Iglesia de Jesucristo-Cristiana de Richard Girnt Butler, ambas organizaciones religiosas que promovían el supremacismo blanco, durante sus combates.
El 29 de enero de 2005, DeBeers luchó su último combate en WrestleReunion haciendo equipo con su excompañero de equipo Buddy Rose y Bob Orton, Jr. cuando perdieron ante Roddy Piper, Jimmy Snuka y Jimmy Valiant en Tampa Bay, Florida.

## Últimos años y muerte
Wiskoski y Rose dirigieron una escuela de lucha libre en Portland, Oregón desde 2001 hasta 2006. Uno de sus estudiantes recibió una prueba de la WWE en mayo de 2006, Caden Mathews, quien luchó contra Finlay en una edición de SmackDown! que tuvo lugar en Portland en mayo de 2006. Otro de sus estudiantes fue Brian Zane, quien presenta la serie de YouTube Wrestling With Wregret y luego trabajó como comentarista en Ring of Honor.
Wiskoski se retiró en Arizona. Murió el 22 de enero de 2025, a la edad de 80 años.

## Campeonatos y logros
- Big Time Wrestling (San Francisco)
  - NWA United States Heavyweight Championship (San Francisco version) (1 vez) [1]
  - NWA World Tag Team Championship (San Francisco version) (3 veces) – con Buddy Rose (2) [1] y Roddy Piper (1)
- Cauliflower Alley Club
  - Homenajeado masculino (2004) – con Buddy Rose [1]
- Central States Wrestling
  - NWA Central States Heavyweight Championship (1 vez) [1]
- Championship Wrestling from Florida
  - NWA Southern Heavyweight Championship (Florida version) (1 vez) [1]
- NWA Tri-State
  - NWA Tri-State Tag Team Championship (1 vez) – con Mike George [1]
- Pacific Northwest Wrestling / Championship Wrestling USA
  - CWUSA Television Championship (5 veces) [1]
  - NWA Pacific Northwest Heavyweight Championship (2 veces) [1]
  - NWA Pacific Northwest Tag Team Championship (5 veces) – con Buddy Rose (3), Kendo Nagasaki (1) y John Rambo (1) [1]
  - NWA Pacific Northwest Television Championship (1 vez) [1]
- Ring Around the Northwest Newsletter
  - Tag Team of the Year (1978) con Buddy Rose [8]
  - Wrestler of the Year (1978) [8]
- World Championship Wrestling (Australia)
  - NWA Austra-Asian Tag Team Championship (1 vez) – con Larry O'Dea [1]